# 龙老根属
龙老根属（学名：Skapanthus）是唇形科下的一个属，为多年生草本植物。该属仅有龙老根（Skapanthus oreophilus）一种，分布于中国云南西北部。

## 下属物种
- 子宫草 Skapanthus oreophilus (Diels) C. Y. Wu et H. W. Li